# Hill 'n Dale
Hill 'n Dale es un lugar designado por el censo ubicado en el condado de Hernando en el estado estadounidense de Florida. En el Censo de 2010 tenía una población de 1.934 habitantes y una densidad poblacional de 339,26 personas por km².

## Geografía
Hill 'n Dale se encuentra ubicado en las coordenadas 28°30′50″N 82°17′27″O / 28.51389, -82.29083. Según la Oficina del Censo de los Estados Unidos, Hill 'n Dale tiene una superficie total de 5.7 km², de la cual 5.7 km² corresponden a tierra firme y (0.05%) 0 km² es agua.

## Demografía
Según el censo de 2010, había 1.934 personas residiendo en Hill 'n Dale. La densidad de población era de 339,26 hab./km². De los 1.934 habitantes, Hill 'n Dale estaba compuesto por el 69.23% blancos, el 23.58% eran afroamericanos, el 0.26% eran amerindios, el 0.62% eran asiáticos, el 0% eran isleños del Pacífico, el 3.31% eran de otras razas y el 3% pertenecían a dos o más razas. Del total de la población el 10.86% eran hispanos o latinos de cualquier raza.